# Вила Сант'Анджело
Вѝла Сант'А̀нджело (на италиански: Villa Sant'Angelo) е село и община в Южна Италия, провинция Акуила, регион Абруцо. Разположено е на 570 m надморска височина. Населението на общината е 427 души (към 2010 г.).